# کلیف دیانگ
کلیف دیانگ (انگلیسی: Cliff DeYoung؛ زادهٔ ۱۲ فوریهٔ ۱۹۴۵) یک هنرپیشه اهل ایالات متحده آمریکا است.
از فیلم‌ها یا برنامه‌های تلویزیونی که وی در آن نقش داشته است می‌توان به پروتکل، گرسنگی، حیله، هری و تونتو، روز استقلال، راهی به سوی جنگ، نبض، جاده‌ای به هیچ‌جا، افتخار، پرواز مسیریاب و ستایشگر پنهانی اشاره کرد.